# Дрянь (фильм)
«Дрянь» (1990) — советский криминальный боевик режиссёра Анатолия Иванова, повествующий о проблеме наркомании, которая в то время вышла на большие масштабы в советском обществе. В фильме также подробно рассказывается о последствиях потребления «белой смерти».

## Сюжет
События разворачиваются на заре крушения СССР, когда наркомания захлестнула страну. Валентин Мукасей по возвращении с военной службы из Афганистана узнаёт, что его родная сестра Алиса стала наркоманкой, а квартира превращена в притон: в квартире собираются свингеры, злоупотребляющие наркотическими средствами. Он пытается оторвать её от наркотической зависимости, но ничего не получается. Вскоре Алиса умирает от передозировки, и Валентин начинает мстить наркомафии. Помогает Валентину в труднейшей борьбе с поставщиками наркотиков, его друг — сослуживец. Последние минуты фильма очень зрелищны, когда главный герой с оружием в руках убивает всех причастных к наркодилерам, в том числе и самих владельцев наркотиков.

## В ролях
- Олег Фомин — Валентин Петрович Мукасей
- Мария Селянская — Алиса, сестра Валентина, наркоманка
- Вячеслав Баранов — Глазков, друг и сослуживец Валентина, бывший «афганец», инвалид
- Александр Мартынов — Леонид Алексеевич Бутковский (Лёня «Блондин»)
- Эрнст Романов — Виктор Михайлович
- Анатолий Лукьяненко — Шпак, «скорая помощь» для наркоманов
- Игорь Слободской — Фархат
- Шариф Кабулов — Назарбек
- Константин Шамин — спортсмен
- Валерий Шептекита — врач-нарколог
- Валентина Ильяшенко — Валентина, проводница (в титрах Валентина Илляшенко)
- Виктор Плют — Кролик
- Владимир Костюк — участковый
- Закир Муминов — Саид
- Пётр Бенюк — Коренастый
- Николай Исаакян — врач

в эпизодах:
- Людмила Лобза — соседка
- Иосиф Найдук
- Елена Драныш
- Е. Кадырова
- Шухрат Умаров
- Машраб Кимсанов
- Фархад Хайдаров
- Дзинтарс Бруверис
- С. Литвин
- Джавланбек Гафурбеков
- О. Жичко
- Г. Кимлик
- Виталий Качановский
- Н. Сельтов
- Ульмас Юсупов
- Рафик Юсупов
- Ф. Корж
- Л. Никонова
- Анатолий Грошевой

## Съёмочная группа
- Авторы сценария — Сергей Устинов
- Режиссёр-постановщик — Анатолий Иванов
- Оператор-постановщик — Василий Бородин
- Художник-постановщик — Оксана Тимонишина
- Композитор — Александр Нестеров
- Звукооператор: Алексей Вельяминов-Зернов
- Монтаж — Людмила Ясинская
- Редактор: Валентина Рыдванова
- Музыкальный редактор: Владимир Гронский
- Главный консультант: генерал-майор Владимир Корнейчук
- Режиссёр: А. Янчук
- Оператор: Михаил Кретов
- Художники
  - по костюмам: Н. Турсенина
  - по гриму: Н. А. Акопянц
- Ассистент художника Д. Чурилов
- Режиссёрская группа: Н. Пастушенко, К. Волкова, Л. Титаренко, Ю. Верезубова
- Операторская группа: И. Романенко, Ф. Корж
- Художник-фотограф: Виктор Гавричков
- Мастера светотехники: Н. Чернышенко, С. Пантелеев
- Постановщик трюков: Олег Корытин
- Группа каскадёров: Анатолий Грошевой, Александр Баранов, Николай Павлюк, Д. Ковалёв, Сергей Воробьёв, Владимир Строкань, Михаил Данилов, М. Бондаренко
- Административная группа: Т. Скорая, Б. Шевчук, В. Федоровский
- Директора картины: Леонид Перерва, Владимир Скляров

## Музыка
- В фильме звучат песни: группа «Radiorama» — Desire (1985 г.), группа «Kaoma» — Lambada, Вероника Долина — О женской дружбе или Неальбомное (Давно забыть тебя пора..),  Борис Гребенщиков — Город золотой, группа «Браво» и Жанна Агузарова — Чудесная страна.